# Стівен Коткін
Стівен Марк Коткін (англ. Stephen Mark Kotkin; нар. 17 лютого 1959) — американський історик, освітянин і письменник, професор історії і міжнародних відносин у Принстонському університеті й дослідник у Гуверському інституті Стенфордського університету. Отримав низку нагород і стипендій, зокрема, Ґрант Ґуґґенгайма, ґранти Американської ради навчальних товариств і Національного фонду гуманітарних стипендій.
Найновіша книга Коткіна — його другий із трьох запланованих томів, в яких описується життя і часи радянського генерального секретаря Йосипа Сталіна, а саме — «Сталін: в очікуванні Гітлера, 1929—1941» (2017).

## Академічна кар'єра
Коткін закінчив коледж в 1981 році в Рочестерському університеті, де отримав ступінь бакалавра з англійської мови і літератури. Вивчав російську мову і радянську історію в Реґінальда Е. Зельніка і Мартіна Маля в Університеті Берклі, де у 1983 році здобув магістерський ступінь, а у 1988 році — науковий ступінь Ph.D. з історії.
Починаючи з 1986 року, Коткін багато разів їздив до Радянського Союзу, а потім до Росії з метою академічних досліджень і наукових обмінів. Був запрошеним науковцем у Російській академії наук (1993, 1995, 1998, 1999 та 2012) та її попередниці — Академії наук СРСР (1991). Також був запрошеним науковцем в Інституті соціальних наук Токійського університету в 1994 і 1997 роках.
В 1989 році Коткін став членом факультету Принстонського університету й був керівником програми російських та євразійських досліджень протягом тринадцяти років (1995–2008). На даний час є співдиректором програми сертифікатів з історії та дипломатії (2015—досьогодні). Він є професором історії та міжнародних відносин ім. Джона П. Біркелунда в Принстоні. Він також є національним стипендіатом ім. В. Ґленна Кемпбелла і Ріти Рікардо-Кемпбелл в Гуверському інституті Стенфордського університету.

## Письменницька діяльність
Коткін — автор декількох науково-популярних книг з історії, а також підручників. Він є, мабуть, найбільш знаним за свою книгу «Магнітна гора. Сталінізм як цивілізація», що розкриває реалії повсякденного життя радянського міста Магнітогорська протягом 1930-х років. У 2001 році він опублікував коротку історію падіння Радянського Союзу — «Армагеддон, який вдалось відвернути».
Коткін є частим дописувачем про російські та євразійські міжнародні відносини, він пише огляди книг і фільмів для різних періодичних видань, включаючи «Нью Репаблік», «Нью-Йоркер», «Файненшл таймс», «Нью-Йорк таймс» і «Вашингтон пост». Він також давав коментарі для NPR та BBC.
Його перший том про життя Сталіна — біографія на 900 сторінок, яка аналізує життя Сталіна до 1928 року, отримала схвальні відгуки. Дженніфер Зігель з «Нью-Йорк таймс» назвала біографію «захоплюючим оповіданням, написаним в одному темпі і впевнено. [...] [Ц]ей перший том спонукає читача бажати продовження історії». Другий том «Сталін: в очікуванні Гітлера, 1929—1941» був опублікований у кінці 2017 року.
Наразі Коткін працює над третім томом про Сталіна і над книгою «Прорахунок та затемнення Мао». Він також працює над багатовіковою історією Сибіру, зосереджуючись на долині річки Об.
Його літературний агент — Ендрю Вілі.

## Список виданих книг
| Рік  | Назва                                                                  | Співавтор(и)                                                                     | Видавництво                                                                                    | ISBN                |
| ---- | ---------------------------------------------------------------------- | -------------------------------------------------------------------------------- | ---------------------------------------------------------------------------------------------- | ------------------- |
| 1991 | Steeltown, USSR: Soviet Society in the Gorbachev Era                   |                                                                                  | Berkeley: University of California; paperback with afterword in 1993                           | ISBN 0962262900     |
| 1995 | Rediscovering Russia in Asia: Siberia and the Russian Far East         |                                                                                  | M. E. Sharpe                                                                                   | ISBN 1563245469     |
| 1995 | Magnetic Mountain: Stalinism as a Civilization                         |                                                                                  | Berkeley: University of California                                                             | ISBN 0520069080     |
| 2001 | Armageddon Averted: the Soviet Collapse, 1970-2000                     |                                                                                  | Oxford and New York: Oxford University; paperback with new preface, 2003; updated edition 2008 | ISBN 0192802453     |
| 2002 | Political Corruption in Transition: A Sceptic's Handbook               | У співавторстві з Андрашем Шайом                                                 | Central European University Press                                                              | ISBN 9639241466     |
| 2003 | The Cultural Gradient: The Transmission of Ideas in Europe, 1789–1991  | У співавторстві з Кетрін Євтухов                                                 | Rowman & Littlefield                                                                           | ISBN 0742520625     |
| 2005 | Korea at the Center: Dynamics of Regionalism in Northeast Asia         | У співавторстві з Чарльзом К. Армстронґом, Ґілбертом Розмано і Самуелем С. Кімом | M. E. Sharpe                                                                                   |                     |
| 2009 | Uncivil Society: 1989 and the Implosion of Communist Establishment     | У співавторстві з Яном Ґроссом                                                   | New York: Modern Library/Random House                                                          | ISBN 978-0679642763 |
| 2010 | Manchurian Railways and the Opening of China: An International History | Редагована з Брюсом А. Еллеманом                                                 | M. E. Sharpe                                                                                   | ISBN 978-0765625144 |
| 2014 | Historical Legacies of Communism in Russia and Eastern Europe          | У співавторстві з Марком Байссінґером                                            | Cambridge University Press                                                                     | ISBN 1107054176     |
| 2014 | Stalin: Volume I: Paradoxes of Power, 1878–1928                        |                                                                                  | Penguin Press                                                                                  | ISBN 1594203792     |
| 2017 | Stalin: Volume II: Waiting for Hitler, 1929-1941                       |                                                                                  | Penguin Press                                                                                  | ISBN 978-1594203800 |